# Казьмин, Григорий Тихонович
Григорий Тихонович Казьмин (29 ноября 1916, Орловка, Воронежская губерния — 29 сентября 2001, Восточное, Хабаровский край) — советский и российский растениевод, селекционер и преподаватель. Почётный гражданин города Хабаровска.

## Биография
Родился 29 ноября 1916 года в Орловке. В 1937 году устроился на работу без образования в Дальневосточный НИИ сельского хозяйства. В 1943 году, несмотря на грозные бои ВОВ, поступил в Плодоовощной институт имени И. В. Мичурина с целью повышения квалификации, который он окончил в 1948 году и чуть позднее, в 1951 году окончил аспирантуру при данном институте. После окончания института вернулся в Дальневосточный НИИ сельского хозяйства в качестве техника и научного сотрудника. В 1961 году был избран директором данного института и проработал в данной должности вплоть до 1989 года. С 1987 по 1989 год занимал должность генерального директора НПО Амур. В 1990 году в связи с реорганизацией Дальневосточного НИИ сельского хозяйства, был назначен почётным директором и проработал в данной должности вплоть до смерти. Воспитал многочисленных учеников, которые к сегодняшнему моменту стали известными биологами и работают на Камчатке, Сахалине, в Магадане, Уссурийске, Благовещенске и других областях РФ.
Скончался 29 сентября 2001 года в п. Восточном, похоронен на Центральном кладбище Хабаровска.

## Научная деятельность
Основные научные работы посвящены селекции, сортоизучению и агротехнике плодовых растений и винограда на Дальнем Востоке. Автор свыше 500 научных работ, 50 книг и брошюр, 13 авторских свидетельств на изобретения.
- Вывел более 50 сортов сливы, вишни и абрикоса методом гибридизации, получивших высокую оценку в производстве.
- Участвовал в разработке механизированных технологий возделывания сельскохозяйственных культур и систем ведения сельского хозяйства на Дальнем Востоке.

## Членство в обществах
- 1972—1992 — Академик ВАСХНИЛ.
- 1992—2001 — Академик РАСХН.

## Труды
- Казьмин Г. Т. Коллективный и приусадебный сад на Дальнем Востоке. — Хабаровск: Кн. изд., 1960. — 192 с.
- Казьмин Г. Т. Дальневосточные сливы: Селекция, сортоизучение, агротехника. — Хабаровск, 1966. — 326 с., ил.
- Казьмин Г. Т. Абрикос на Дальнем Востоке. — Хабаровск: Кн. изд., 1973. — 264 с.
- Казьмин Г. Т. Коллективный и приусадебный сад на Дальнем Востоке. Перераб. и доп. — 4-е изд. — Хабаровск: Кн. изд., 1976. — 304 с.
- Казьмин Г. Т. Дальневосточный сад и огород. [Коллективный и приусадебный сад на Дальнем Востоке]/ — 6-е изд., перераб. и доп. — Хабаровск: Кн. изд., 1987. — 320 с.
- Казьмин Г. Т., Марусич В. А. Дальневосточный абрикос. — Хабаровск, 1989. — 160 с.
- Казьмин Г. Т. и др. Система ведения сельского хозяйства Дальнего Востока (коллективная монография). — Хабаровск, 1968. — 528 с.
- Производство кормов на Дальнем Востоке. Науч. ред. Г. Т. Казьмин. — Хабаровск: Кн. изд., 1975. — 288 с.
- Мои академии Архивная копия от 21 октября 2020 на Wayback Machine. Воспоминания Казьмина Г. Т., расшифрованные с диктофона А. С. Зуевой. Под ред. кандидата с.-х. наук Н. В. Глаза.

## Награды
- Орден Трудового Красного Знамени (1976)
- Орден Знак Почёта.
- Орден Дружбы народов (1986)
- Золотая медаль имени И. В. Мичурина (1966)
- Заслуженный деятель науки РСФСР (1985)
- Золотая Медаль ВДНХ и ещё 7 аналогичных медалей ВДНХ.
- 8 прочих научных медалей.